# Buxar

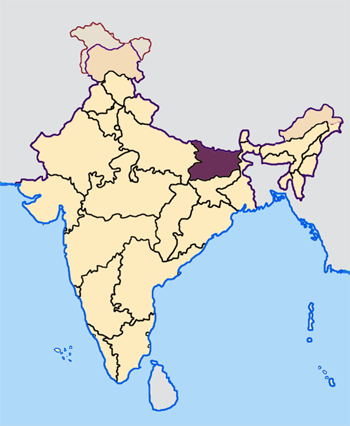
Estado de Bihar

Buxar (Hindi: बक्सर, Urdu: بکسر) es una ciudad del estado de Bihar en la India. Es la sede del Distrito de Buxar, se encuentra ubicada a orillas del río Ganges. Un puente sobre el Ganges conecta a Buxar con el vecino distrito de Ballia, perteneciente al estado de Uttar Pradesh.

## Demografía
La población según el censo del año 2001 era de 82.975 habitantes, compuesto por 44.415 varones y 38.560 mujeres.